# Ortaháza
Ortaháza là một thị trấn thuộc hạt Zala, Hungary. Thị trấn này có diện tích 7,03 km², dân số năm 2010 là 124 người, mật độ 18 người/km².